# Kaplica św. Anny w Elblągu
Kaplica św. Anny w Elblągu – kaplica ewangelicko-augsburska w Elblągu. Została zbudowana na początku XX wieku jako kaplica cmentarna należąca do ewangelickiej parafii św. Anny, której kontynuatorem pozostaje współczesna Parafia Ewangelicko-Augsburska w Elblągu. Budynek mieści się przy ulicy Traugutta 15.
Po zakończeniu II wojny światowej kaplica użytkowana była jeszcze krótkotrwale przez ewangelików, a następnie została przejęta przez kościół rzymskokatolicki. W 1992 oddał ją on do użytku wiernych kościoła greckokatolickiego i stała się ona cerkwią pod wezwaniem Jana Chrzciciela. Grekokatolicy sprawowali w niej posługi do 2021. Wówczas została ona zwrócona ewangelikom.
Poświęcenia kaplicy jako na powrót ewangelickiej dokonał 18 czerwca 2022 biskup Kościoła Ewangelicko-Augsburskiego w RP ks. Jerzy Samiec razem z biskupem diecezji pomorsko-wielkopolskiej, ks. prof. Marcinem Hintzem.